# Las Taponas
Las Taponas är en ort i Mexiko.   Den ligger i kommunen Huimilpan och delstaten Querétaro Arteaga, i den centrala delen av landet, 170 km nordväst om huvudstaden Mexico City. Las Taponas ligger 2 081 meter över havet och antalet invånare är 1 994.
Terrängen runt Las Taponas är platt åt nordväst, men åt sydost är den kuperad. Runt Las Taponas är det ganska tätbefolkat, med 104 invånare per kvadratkilometer. Närmaste större samhälle är Santiago de Querétaro, 19,0 km norr om Las Taponas. Trakten runt Las Taponas består till största delen av jordbruksmark.